# قطعنامه ۱۸۳ شورای امنیت
قطعنامه ۱۸۳ شورای امنیت سازمان ملل متحد که در تاریخ ۱۱ دسامبر ۱۹۶۳ تصویب شد، سندی بین‌المللی دربارهٔ سؤال در رابطه با سرزمین‌های تحت حکومت پرتغال است. این قطعنامه طی نشست ۱۰۸۳ام با ۱۰ موافق، ۰ مخالف و ۱ ممتنع تصویب شد.